# Олимпийский комитет России
Олимпи́йский комите́т Росси́и (ОСОО «ОКР», ОКР, англ. Russian Olympic Committee (ROC)) — организация, представляющая страну в международном олимпийском движении, национальный олимпийский комитет (НОК) России. С октября 2023 года Олимпийский комитет России отстранен Международным олимпийским комитетом. Без признания НОК Международным олимпийским комитетом национальные команды не допускаются к участию в Олимпийских играх.

## История

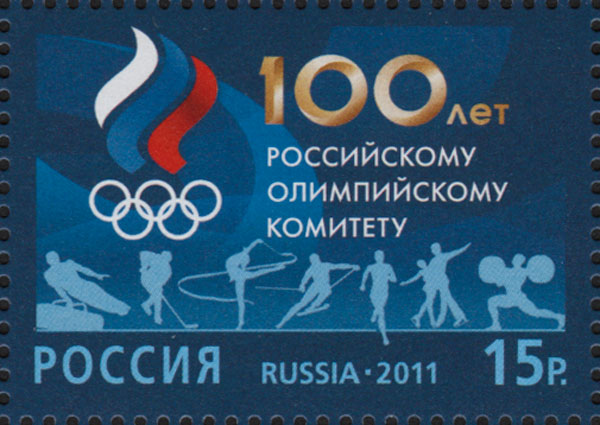
Почтовая марка России 2011 года ко 100-летию Российского Олимпийского комитета

Росси́йский Олимпи́йский комите́т (РОК) был создан 16 (29) марта 1911 года представителями русских спортивных обществ на собрании в Санкт-Петербурге, в помещении Императорского Российского общества спасения на водах (нынешний адрес — Садовая улица, дом 50ББ). В этот день был принят «Устав …» и избраны члены РОК. Первым председателем Российского Олимпийского комитета стал Вячеслав Срезневский, который руководил им с 1911 по 1917 годы.
Создание Российского Олимпийского комитета проходило за год до V Летних Олимпийских игр в Стокгольме. Первые Олимпийские игры прошли без участия России. Впервые Россия приняла участие в 1900 году во II летних Олимпийских играх. Летние Олимпийские игры 1904 в Сент-Луисе вновь прошли без россиян. На IV Летних Олимпийских играх в Лондоне в 1908 году из 8 русских участников появились первые чемпионы и призёры: Николай Панин-Коломенкин, Николай Орлов, Александр Петров. Российский Олимпийский комитет смог в 1912 году послать на Олимпиаду в Швеции уже 178 спортсменов.
1 декабря 1989 года решением Учредительного съезда был создан Всероссийский олимпийский комитет (ВОК) в качестве самостоятельной общественной организации (в 1951—1992 годах функционировал НОК СССР). 13 августа 1992 года он был переименован в «Олимпийский комитет России» (ОКР). Полное и окончательное признание ОКР как правопреемника НОК СССР Международным олимпийским комитетом было получено на 101-й сессии МОК, проводившейся в Монако в 1993 году.
5 декабря 2017 года членство ОКР в МОК было приостановлено, а 28 февраля 2018 года восстановлено вновь.
12 октября 2023 года Международный олимпийский комитет приостановил деятельность Олимпийского комитета России из-за нарушения им Олимпийской хартии и «нарушения территориальной целостности НОК Украины». МОК пояснил, что ОКР включил в свой состав спортивные организации из оккупированных территорий Украины — Донецкой, Луганской, Херсонской и Запорожской областей, которые находятся в ведении НОК Украины.

## Общие сведения

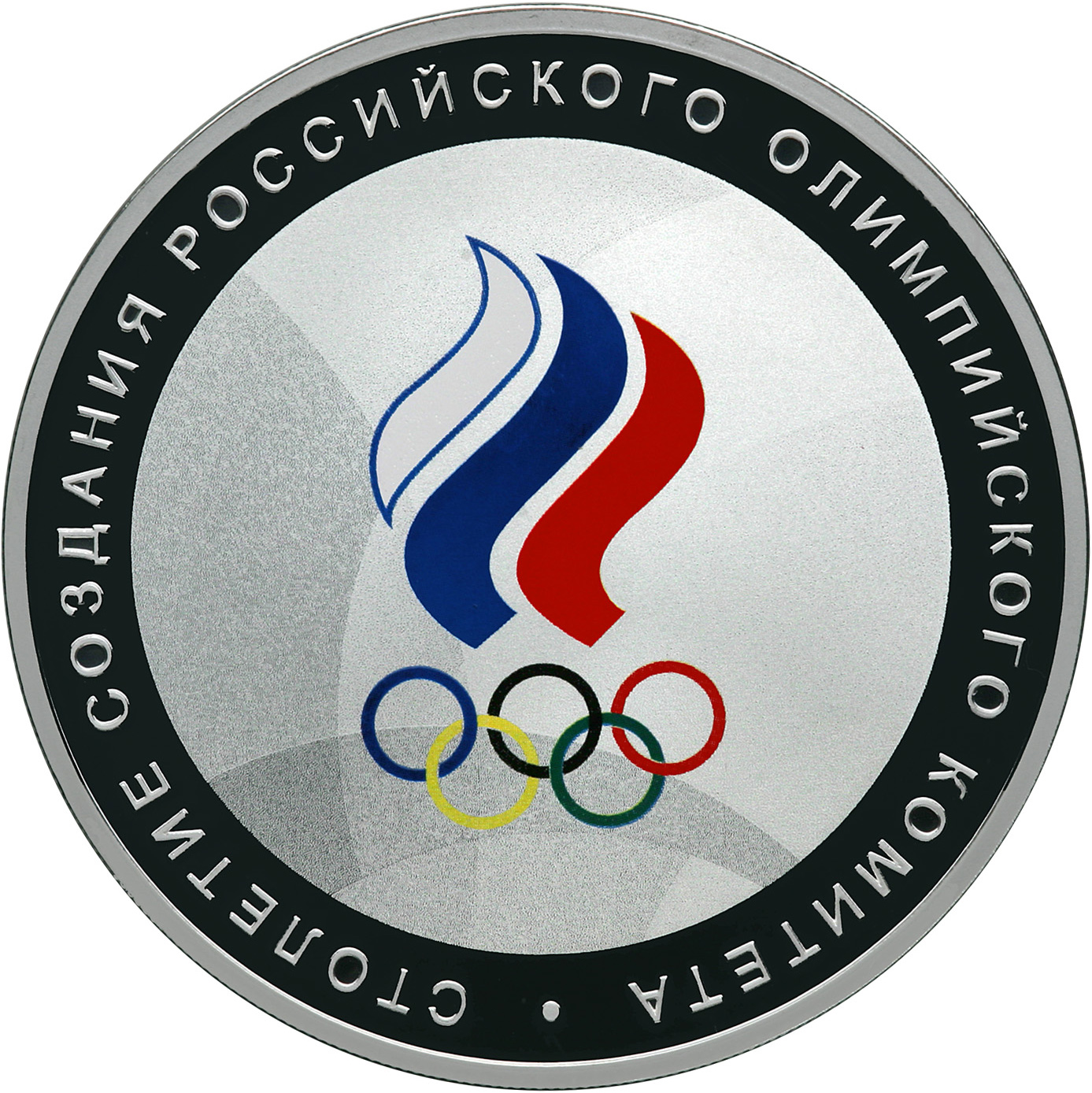
Монета Банка России «Столетие создания Российского олимпийского комитета»

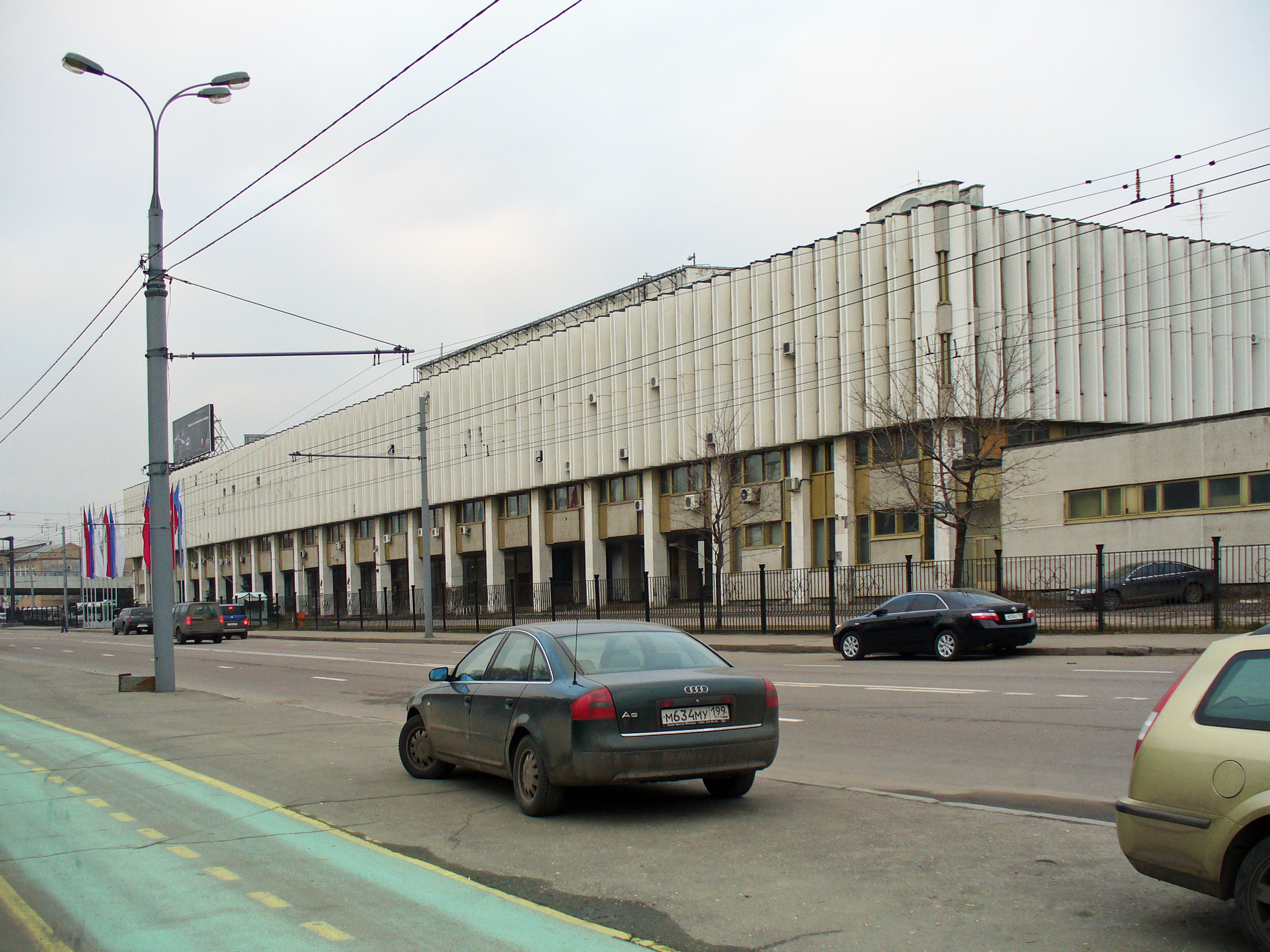
Здание ОКР на Лужнецкой набережной

- Олимпийский комитет России является общероссийским союзом общественных объединений, граждан Российской Федерации и российских юридических лиц. ОКР представляет собой самостоятельное, добровольное, неправительственное, самоуправляемое, некоммерческое объединение физкультурно-оздоровительной и спортивной направленности, признанное Международным олимпийским комитетом (МОК). ОКР действует без ограничения срока полномочий и руководствуется в своей деятельности Конституцией Российской Федерации, Федеральным законом «Об общественных объединениях» и другими законами Российской Федерации, Олимпийской хартией и своим Уставом.
- ОКР является частью олимпийского движения, строит свою работу в соответствии с Олимпийской хартией МОК, подчиняется решениям Международного олимпийского комитета, представляет Российскую Федерацию на Олимпийских играх, а также во всех региональных, континентальных и всемирных спортивных соревнованиях, проводимых МОК или под его эгидой.

## Состав ОКР
- ОКР осуществляет свою деятельность на основе добровольности, равноправия его членов, самоуправления и законности. ОКР свободен в определении своей внутренней структуры, целей, форм и методов своей деятельности в соответствии с действующим российским законодательством и Олимпийской хартией МОК.
- Членами ОКР могут быть: российские юридические лица — общественные объединения и физические лица — граждане Российской Федерации.
- Членами ОКР — юридическими лицами могут быть общественные объединения, физкультурно-спортивные организации, разделяющие заботу о развитии олимпийского движения, оказывающие ему поддержку, уплачивающие в установленном ОКР порядке членские взносы и признающие Устав ОКР.
- Членами ОКР являются:

1. общероссийские спортивные федерации по видам спорта, включенным в программу Олимпийских игр;
2. члены МОК/почетные члены МОК - граждане Российской Федерации;
3. представители спортсменов, избранные Комиссией спортсменов ОКР;
4. общероссийские общественные объединения — союзы (ассоциации) зимних и летних видов спорта, входящих в программу Олимпийских игр;
5. общероссийские общественные объединения — союзы (ассоциации), федерации по олимпийским видам спорта, объединенным в соответствующую международную спортивную федерацию;
6. общероссийские спортивные федерации, являющиеся членами признанных МОК международных спортивных федераций по видам спорта, не включённым в программу Олимпийских игр;
7. олимпийские общественные академии;
8. общероссийские общественные объединения, являющиеся членами международных организаций, признанных МОК;
9. общероссийские общественные объединения, основным видов деятельности которых является пропаганда олимпийских ценностей, развитие олимпийского движения, спорта высших достижений, массового спорта;
10. общероссийские общественно-государственные физкультурно-спортивные объединения (организации).

- Порядок приема в члены ОКР и исключения из членов ОКР определяется Олимпийским собранием ОКР не менее чем 2/3 голосов участников Олимпийского собрания ОКР.

## Руководящие органы ОКР
Органами управления ОКР являются:
1. Олимпийское собрание ОКР;
2. Исполком ОКР;
3. Президент ОКР (Глава ОКР);
4. Генеральный директор ОКР.

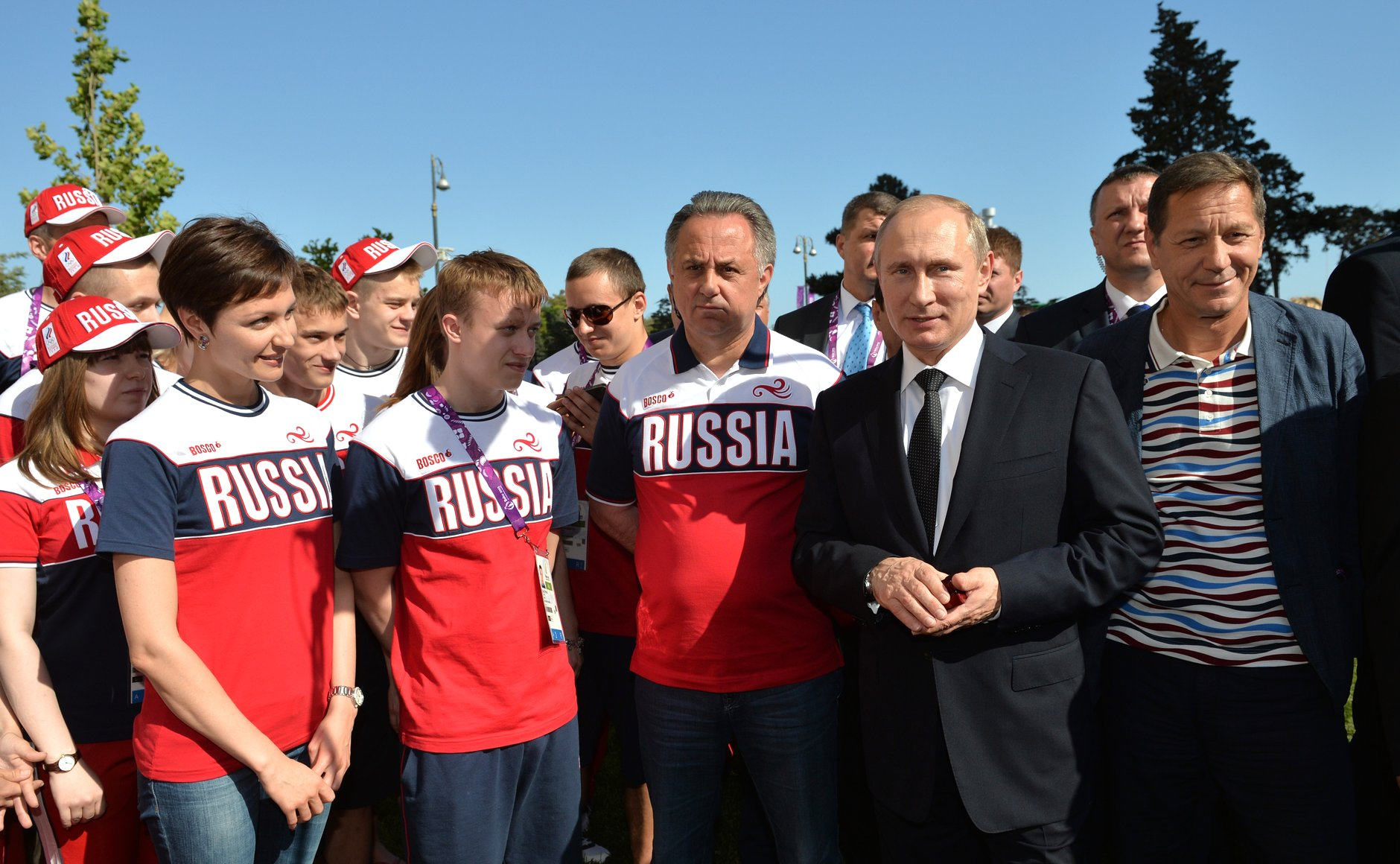
Владимир Путин, министр спорта Виталий Мутко, президент ОКР Александр Жуков с национальной сборной России на Первых Европейских играх. Баку, 13 июня 2015 года

- Олимпийское собрание  является высшим органом ОКР, общим собранием его членов.
- В период между Олимпийскими собраниями деятельностью ОКР руководит постоянно действующий коллегиальный руководящий орган - Исполком ОКР, формируемый  Олимпийским собранием ОКР в в соответствии с требованиями Олимпийской хартии и положениями Устава ОКР.
- Состав Исполкома ОКР должен отражать структуру членства в ОКР и приоритетность направлений деятельности ОКР в предстоящем олимпийском цикле, при этом в его состав в обязательном порядке должны быть избраны 29 членов:
  - представители олимпийских спортивных федераций;
  - члены МОК/почетные члены МОК, имеющие гражданство Российской Федерации;
  - Президент ОКР;
  - Генеральный директор ОКР;
  - Генеральный секретарь ОКР;
  - представитель Комиссии спортсменов ОКР.
- Большинство членов Исполкома ОКР должно состоять из голосов олимпийских спортивных федераций.

## Президенты ОКР
| Президенты                      | Годы президентства |
| ------------------------------- | ------------------ |
| Вячеслав Измайлович Срезневский | 1911—1918          |
| Владимир Алексеевич Васин       | 1989—1992          |
| Виталий Георгиевич Смирнов      | 1992—2001          |
| Леонид Васильевич Тягачёв       | 2001—2010          |
| Александр Дмитриевич Жуков      | 2010—2018          |
| Станислав Алексеевич Поздняков  | 2018—2024          |
| Михаил Владимирович Дегтярёв    | 2024 — н. в.       |

## Почётные президенты ОКР
- Виталий Смирнов (с 2001 года)
- Леонид Тягачёв (с 2010 года)
- Александр Жуков (с 2018 года)

## Комментарии
1. ↑  Полное наименование — Общеросси́йский сою́з обще́ственных объедине́ний «Олимпи́йский комите́т Росси́и»